# Armin Shimerman
Armin Shimerman (5 novembre 1949 à Lakewood, New Jersey - ) est un acteur américain.
Il est surtout connu pour son rôle de Quark, qu'il a tenu de 1993 à 1999, dans la série télévisée Star Trek: Deep Space Nine. Il avait déjà joué deux autres férengis dans la série Star Trek : La Nouvelle Génération en 1987 puis 1988.
Dans les œuvres vidéoludiques, il est notamment l'interprète du Nefarious dans la franchise Ratchet and Clank (2004-2021) ainsi que celui d'Andrew Ryan dans la trilogie BioShock (2007-2013).

## Biographie
Il a commencé sa carrière cinématographique en 1980, en faisant de la figuration dans Stardust Memories de Woody Allen.
Il a joué dans plus d'une quarantaine de films, mais c'est sa carrière à la télévision qui l'a fait connaître du grand public. Il a en effet interprété de nombreux rôles dans des séries, depuis Hill Street Blues à Ally McBeal en passant par Boston Public ou encore À la Maison-Blanche.
Il est également apparu dans un épisode de la saison 4 de Charmed et dans un épisode de la saison 1 de Stargate SG-1.
En 1987, il tient le rôle d'un Ferengi dans l'épisode Le Dernier Avant-poste de la série de science fiction Star Trek : La Nouvelle Génération. Après son apparition non-créditée en tant que boite-cadeau de mariage dans l'épisode Haven (en) de la même saison, il joue un autre Ferengi en 1989 dans l'épisode Peak Performance (en) de la deuxième saison. À partir de 1993, il tient le rôle du tenancier Ferengi Quark dans Star Trek: Deep Space Nine, nouvelle série Star Trek mettant en scène les membres de la station spatiale éponyme. Il tient le rôle dans les sept saisons de la série qui s'achève en 1999.
Il joue le rôle du Principal R. Snyder dans Buffy contre les vampires.

## Filmographie
Sauf indication contraire, les informations mentionnées dans cette section peuvent être confirmées par la base de données cinématographiques IMDb,  présente dans la section « Liens externes ».

### Cinéma
- 1980 : Stardust Memories : dans le public lors des funérailles
- 1986 : Hitcher (The Hitcher) : sergent en salle d'interrogatoire
- 1986 : Stoogemania (en) de Chuck Workman : Larry II
- 1987 : The Verne Miller Story : employé des pompes funèbres
- 1987 : Boire et Déboires (Blind Date) de Blake Edwards : serveur français
- 1987 : Mon père c'est moi (Like Father Like Son) : le père de Trigger
- 1988 : Dangerous Curves : Boggs
- 1989 : Big Man on Campus : Dr Oberlander
- 1989 : Arena (en) de Peter Manoogian : Weezil
- 1990 : Coups pour coups (Death Warrant) : Dr Gottesman
- 1991 : Newman (And You Thought Your Parents Were Weird) de Tony Cookson : Juge du concours
- 1994 : Le Triomphe des innocents (Slaughter of the Innocents) : Dr Mort Seger
- 1995 : Dream Man (vidéo) : Dist. Atty. Van Horn
- 1996 : Au-delà des lois (Eye for an Eye) : Juge Arthur Younger
- 1997 : Snide and Prejudice : Eckart
- 1998 : Looking for Lola : Maitre'd
- 1999 : The Auteur Theory : Détective Blank
- 2000 : Breathing Hard : Conrad
- 2002 : Who Slew Simon Thaddeus Mulberry Pew : The Whizzit
- 2003 : Living in Walter's World : Mr. Krause
- 2004 : The Works : Gerald
- 2004 : Eviction : propriétaire
- 2005 : Geppetto's Secret : Leonardo the paintbrush (voix)
- 2008 : Insanitarium : Hawthorne
- 2010 : For Christ's Sake de Jackson Douglas : le Pape
- 2011 : Atlas Shrugged: Part I : Dr Potter
- 2016 : Ratchet and Clank : Dr Nefarious (voix)

### Télévision
- 1979 : Les Cadettes de West Point (Women at West Point) : Major Logan
- 1981 : Bulba
- 1987 : Baby Girl Scott : Mr. Taverner
- 1987-1988 et 1994 : Star Trek : La Nouvelle Génération (The Next Generation) : Letek (saison 1, épisode 4), la boite-cadeau de mariage (saison 1, épisode 10), Daimon Bractor (saison 2, épisode 21) Quark (saison 7, épisode 21)
- 1988 : Tricks of the Trade
- 1990 : Panique en plein ciel : Rick, Maui Tower Operator
- 1991 : Mariés, deux enfants : Mr. Lovejoy (un épisode)
- 1993 à 1999 : Star Trek: Deep Space Nine : Quark (172 épisodes)
- 1997 : Stargate SG-1 : Anteaus (Saison 1 épisode 7 - Les Nox)
- 1997 à 2000 : Buffy contre les vampires: Principal R. Snyder (19 épisodes)
- 1998 : Real Story : Thornfield
- 2000 : Vil Con Carne (Evil Con Carne) : General Skarr
- 2001 : Invisible Man : Gaither (Saison 2 épisode 17 - Passé recomposé)
- 2001 : Une famille meurtrie (Just Ask My Children) : Prison Psychiatrist
- 2001 : Billy et Mandy, aventuriers de l'au-delà ("Grim & Evil") : General Skarr
- 2001 : Charmed (Saison 4 épisode 19 - L'enchanteur) : L'enchanteur
- 2004 : Un amour de Noël (Single Santa Seeks Mrs. Claus) : Ernest
- 2004 : Urgences : Levine (saison 10, épisode 18)
- 2005 : Meet the Santas : Ernest
- 2006 : Dead and Deader
- 2010 : Warehouse 13 (saison 2, épisode 10) : Charlie Martin
- 2012 : Castle (saison 5, épisode 6) : Benjamin Donnelly
- 2016 : Timeless : David Rittenhouse
- 2021 : The Rookie : Le flic de Los Angeles : le juge Paloma (saison 3, épisode 1)

### Jeux vidéo
- 2004 : Ratchet and Clank 3 :  Dr Nefarious
- 2005 : Psychonauts : Augustus Aquato
- 2007 : BioShock : Andrew Ryan
- 2008 : BioShock 2 : Andrew Ryan
- 2009 : Ratchet and Clank: A Crack in Time : Dr Nefarious
- 2013 : BioShock Infinite: Burial at Sea : Andrew Ryan
- 2016 : Ratchet and Clank : Dr Nefarious
- 2018 : Ratchet and Clank: Rift Apart : Dr Nefarious
- 2021 : Psychonauts 2 : Augustus Aquato